# Цинь Чжэнь
Цинь Чжэнь (кит. упр. 覃振, пиньинь Qin Zhen; 1885, уезд Таоюань, Империя Цин — 18 апреля 1947, Шанхай, Китайская республика) — государственный деятель Китайской республики, и.о. председателя Законодательного Юаня (1932).

## Биография
Был известен под вторым именем «Лимин». Учился в первой средней школе Чандэ, но был из нее исключен, когда отказался поклясться в верности династии Цин. Впоследствии закончил свое обучение в Японии и присоединился к обществу «Хуа-син хуэй». Он вернулся в Таоюань, женился на Сун Чжичжао и уехал в Японию, где вступил в Тунмэнхой.
Был направлен обратно в Китай, однако под давлением властей был вынужден вернуться в Японию, где получил высшее юридическое образование в Университете Васэда. Вернувшись в Китай в 1908 г., был арестован и освобожден после Учанского восстания, присоединился к «Прогрессивной Ассоциации», был активным участником «Синьхайской революции» (1911).
После «Второй революции» (1913) вновь уехал в Японию, где вступил в «Гоминьдан». Лидер партии Сунь Ятсен назначил его на несколько ответственных постов в провинции Хунань. В это время он женился второй раз — на Мэй Хэсю.
В мае 1921 г. переехал в Гуанчжоу в качестве помощника Сунь Ятсена и членом юридического комитета его канцелярии. В 1924 г. принял участие в первом Национальном конгрессе Гоминьдана, где он был избран в состав Центрального исполнительного комитета. Затем был направлен в Ухань. После смерти Сунь Ятсена присоединился к так называемой «Клике западных холмов» (Сишань Хуэйи), правому крылу «Гоминьдана», поддержавшего Ху Ханьминя в борьбе против Чан Кайши.
В 1931 г. был назначен заместителем председателя Законодательного Юаня Китайской Республики, в январе-мае 1932 г. исполнял обязанности его председателя. В 1932 г. был назначен заместителем председателя Судебного юаня Китайской Республики, оставаясь в этой должности до 1947 г. Также являлся председателем Центрального дисциплинарного комитета государственной службы.
С началом Второй Японо-китайской войны, призвал к сотрудничеству КПК и «Гоминьдана».
В 1947 г. ушел в отставку по состоянию здоровья и переехал в Шанхай, где вскоре скончался. Похоронен на горе Юэлу.